# Olsztyn Jezioro Ukiel
Olsztyn Jezioro Ukiel – przystanek osobowy przy ul. Bałtyckiej w Olsztynie, w województwie warmińsko-mazurskim. 
W marcu 2019 r. PKP PLK rozstrzygnęły przetarg na remont odcinka linii kolejowej nr 220, obejmujący budowę przystanku. Natomiast w kwietniu 2019 roku podpisano umowę z konsorcjum Torhamer – Rajbud na prace projektowe i budowlane na linii kolejowej nr 220 na odcinku Olsztyn – Gutkowo. Wartość prac to 66,1 mln zł netto.
Według koncepcji projektowych na przystanku o roboczej nazwie Olsztyn Szkoła miała być zlokalizowana mijanka, która pozwoli na zwiększenie przepustowości linii kolejowej nr 220 Ostatecznie przystanek, otwarty 13 czerwca 2021, otrzymał nazwę Olsztyn Jezioro Ukiel, zaś mijanka powstała przy sąsiednim przystanku Olsztyn Likusy.

## Ruch pasażerski
| Rok  | Wymiana pasażerska na dobę |
| ---- | -------------------------- |
| 2017 | –                          |
| 2022 | 20-49                      |